# Florida Panthers
Florida Panthers je hokejaški klub iz Sunrisea u američkoj saveznoj državi Floridi.
Natječe se u NHL ligi od 1993./1994. godine.
Domaće klizalište: 
- Office Depot Centre (bivša "Miami Arena")

Klupske boje: crvena, mornaričko plava i zlatna

## Poznati igrači i treneri
- Pavel Bure

## Vanjske poveznice
Florida Panthers